# Nabu-nadin-zeri
Nabu-nadin-zeri o Nabû-nādìn-zēri (el nom complet només es troba a la llista A de la Llista dels reis de Babilònia, i Na-di-nu o Na-din a la Crònica sobre els regnes des de Nabû-Nasir (Nabonassar) a Šamaš-šuma-ukin) va ser rei de Babilònia de l'any 734 aC al 732 aC. Era fill de Nabonassar (747 aC - 734 aC), i el va succeir. La Llista de reis de Babilònia de l'època hel·lenística l'anomena Νάδιος ('Nadios') o Νάβιος ('Nabios').
Va ser l'únic rei que va succeir al seu pare al tron de Babilònia entre els anys 810 aC i 626 aC. Quan va arribar al poder, el ressorgit Imperi Neoassiri, on llavors era rei Teglatfalassar III va fer algunes incursions al regne babiloni. Al segon any del seu regnat, un funcionari provincial (bēl pīḫati) anomenat Nabu-shuma-ukin el va enderrocar i assassinar. Nabu-shuma-ukin es va apoderar del tron, que només va conservar un mes. La mort de Nabu-nadin-zeri podia haver estat l'excusa perquè Teglatfalassar III envaís el regne de Babilònia.